# Agenor Maria Joachim Gołuchowski
Agenor Maria Joachim Gołuchowski (ur. 22 czerwca 1886 w Paryżu, zm. 15 maja 1956 w Lozannie) – polski hrabia, ziemianin, oficer wojskowy, senator w II Rzeczypospolitej. 

## Życiorys
Agenor Maria Joachim Gołuchowski urodził się 22 czerwca 1886 w Paryżu. Pochodził z rodziny arystokratycznej, był synem Agenora Marii Adama Gołuchowskiego (1849-1921, minister spraw zagranicznych Austro-Węgier, II Ordynat na Skale) i księżniczki Anna z domu Murat (1863–1940) oraz bratem Wojciecha Marii (1888–1960) i Karola Marii Agenora (ur. 1892).
Przed 1914 uzyskał tytuł hrabiego i austriackiego podkomorzego. 
Podczas I wojny światowej od 1914 służył w C. K. Armii. Został mianowany na stopień nadporucznika kawalerii w rezerwie z dniem 1 listopada 1914. Do 1918 był przydzielony do Pułku Ułanów nr 4. Po odzyskaniu niepodległości przez Polskę został przyjęty to Wojska Polskiego. W trakcie wojny polsko-bolszewickiej z 1920 służył w szeregach 8 pułku ułanów. Potem był oficerem Oddziale II Naczelnego Dowództwa. Po wojnie zweryfikowany w stopniu porucznika rezerwy kawalerii ze starszeństwem z dniem 1 czerwca 1919. W początkowych latach 20. był oficerem rezerwy 8 pułku ułanów w Krakowie jako najwyżej sklasyfikowany w tym gronie porucznik. W 1934 jako porucznik rezerwy kawalerii był przydzielony do Oficerskiej Kadry Okręgowej nr VI jako oficer po ukończeniu 40 roku życia i pozostawał wówczas w ewidencji Powiatowej Komendy Uzupełnień Lwów Miasto.
W okresie II Rzeczypospolitej pozostawał właścicielem majątku w Skale nad Zbruczem w powiecie borszczowskim i zamieszkiwał tam do końca lat 30.. Posiadał też majątek w powiecie lubaczowskim, w tym w Lubaczowie i tamtejszym Ostrowcu). Z ramienia BBWR pełnił mandat senatora w Senacie RP II kadencji (1928–1930).
Na początku 1939 otrzymał tytuł obywatelstwa honorowego miasta Lubaczowa „za okazywaną pomoc materialną dla polskich organizacyj społecznych na terenie Lubaczowa, a w szczególności za darowanie placu pod budowę
Domu Strzeleckiego, pod budowę gimnazjum i za pomoc przy urządzeniu elektrowni oraz za stały współudział w akcji opieki społecznej”. Z tej okazji udzielił dalszego wsparcia finansowego na cele społeczne i zadeklarował oddanie placu i środków pod budowę kościoła i parafii w Baszni.
Od 1922 był żonaty z hrabiną Matyldą Władysławą Baworowską z Baworowa herbu Prus II Wilczekosy (1905-1977), z którą miał synów Agenora Marię (ur. 1923), Marię Teresę (1925-1990), Adama Marię (ur. 1927).
Po wybuchu II wojny światowej wyjechał ze Lwowa, po czym przez Rumunię przedostał się do Szwajcarii. Tam zamieszkał w Lozannie. Zmarł tamże 15 maja 1956. Został pochowany na tamtejszym cmentarzu Bois de Vaux.

## Odznaczenia
- Srebrny Medal Zasługi Wojskowej na wstążce Krzyża Zasługi Wojskowej – Austro-Węgry (przed 1917)[7]
- Brązowy Medal Zasługi Wojskowej na wstążce Krzyża Zasługi Wojskowej – Austro-Węgry (przed 1916)[5]